# レスター・オリベロス
レスター・ヘスス・オリベロス・ブランコ（Lester Jesus Oliveros Blanco, 1988年5月28日 - ）は、ベネズエラ・アラグア州マラカイ出身のプロ野球選手（投手）。右投右打。メキシカンリーグのカンペチェ・パイレーツ所属。

## 経歴

### タイガース時代
2005年10月25日にデトロイト・タイガースと契約。
2006年は傘下のルーキー級ベネズエラン・サマーリーグ・タイガース・マーリンズで20試合に登板し、1勝3敗4セーブ・防御率2.72だった。
2007年はルーキー級ベネズエラン・サマーリーグ・タイガースで27試合に登板し、2勝0敗19セーブ・防御率1.41だった。
2008年はA-級オネオンタ・タイガースで15試合に登板し、1勝2敗4セーブ・防御率1.74だった。8月にA+級レイクランド・フライングタイガースへ昇格。同球団では5試合に登板し、1勝1敗・防御率4.22だった。
2009年はA+級レイクランドで34試合に登板し、4勝2敗2セーブ・防御率4.17だった。9月にAAA級トレド・マッドヘンズへ昇格し、1試合に登板した。
2010年はA+級レイクランドで20試合に登板し、0勝1敗9セーブ・防御率1.89だった。6月にAA級エリー・シーウルブズへ昇格。同球団では24試合に登板し、1勝2敗14セーブ・防御率4.97だった。オフの11月19日にタイガースとメジャー契約を結び、40人枠入りした。
2011年2月7日にタイガースと1年契約に合意。3月15日にAAA級トレドへ異動し、開幕はAA級エリーで迎えた。AA級エリーでは9試合の登板で、2勝0敗・防御率0.56と好投し、5月にAAA級トレドへ昇格。AAA級トレドでは17試合に登板し、1勝2敗5セーブ・防御率4.37だった。7月1日にメジャーへ昇格し、同日のサンフランシスコ・ジャイアンツ戦でメジャーデビュー。1点ビハインドの8回表から登板し、1回を1安打無失点に抑えた。昇格後は9試合に登板したが、防御率5.63と結果を残せず、7月25日にAAA級トレドへ降格。降格後はAAA級トレドで5試合に登板したが、防御率15.19の乱調でAA級エリーへ降格した。

### ツインズ時代
2011年8月16日、前日に成立したトレードの後日発表選手としてミネソタ・ツインズへ移籍した。移籍後はAAA級ロチェスター・レッドウイングスで2試合に登板し、8月22日にニック・ブラックバーンが故障者リスト入りしたため、メジャーへ昇格。ツインズでは10試合に登板し、防御率4.05だった。
2012年3月15日にAAA級ロチェスターへ異動し、開幕をAA級ニューブリテン・ロックキャッツで迎えた。同球団では13試合の登板で、1勝1敗2セーブ・防御率1.42と好投し、5月にAAA級ロチェスターへ昇格。AAA級ロチェスターで12試合に登板後、6月14日にP.J.ウォルターズが故障者リスト入りしたため、メジャーへ昇格。同日のフィラデルフィア・フィリーズ戦で登板したが、1.2回を投げ1安打1失点を喫し、翌15日にAAA級ロチェスターへ降格した。降格後はAAA級ロチェスターで7試合に登板したが、右肘を故障。8月29日にトミー・ジョン手術を受け、残りのシーズンを欠場した。オフの11月30日に契約を打ち切られFAとなったが、12月1日にツインズとマイナー契約で再契約した。
2013年は前年の手術の影響でリハビリ生活が続き、7月にルーキー級ガルフ・コーストリーグ・ツインズで復帰。6試合に登板し、0勝0敗2セーブ・防御率0.00だった。
2014年はAA級ニューブリテンで開幕を迎え、26試合に登板。3勝1敗12セーブ・防御率0.89と結果を残し、6月にAAA級ロチェスターへ昇格。同球団では24試合に登板し、1勝2敗6セーブ・防御率2.29だった。9月2日にツインズとメジャー契約を結び、7試合に登板。0勝1敗・防御率7.11だった。
2015年4月3日、40人枠を外れる形でAAA級ロチェスターに降格し、開幕を迎えた。12月6日にFAとなった。

### ロイヤルズ傘下時代
2016年1月20日、カンザスシティ・ロイヤルズとマイナー契約を結んだ。8月3日にリリースされた。

### メキシカンリーグ時代
2020年1月23日にメキシカンリーグのドスラレドス・オウルズと契約したが、新型コロナウイルスの感染拡大の影響によりリーグが開催されなかった。
2021年2月26日、メキシカンリーグのオアハカ・ウォーリアーズと契約した。5試合に先発登板し、0勝2敗、防御率6.35に終わり、6月15日にリリースされた。
6月21日、メキシカンリーグのカンペチェ・パイレーツと契約した。

## 詳細情報

### 年度別投手成績
| 年 度     | 球 団     | 登 板 | 先 発 | 完 投 | 完 封 | 無 四 球 | 勝 利 | 敗 戦 | セ 丨 ブ | ホ 丨 ル ド | 勝 率 | 打 者 | 投 球 回 | 被 安 打 | 被 本 塁 打 | 与 四 球 | 敬 遠 | 与 死 球 | 奪 三 振 | 暴 投 | ボ 丨 ク | 失 点 | 自 責 点 | 防 御 率 | W H I P |
| --------- | --------- | ----- | ----- | ----- | ----- | -------- | ----- | ----- | -------- | ----------- | ----- | ----- | -------- | -------- | ----------- | -------- | ----- | -------- | -------- | ----- | -------- | ----- | -------- | -------- | ------- |
| 2011      | DET       | 9     | 0     | 0     | 0     | 0        | 0     | 0     | 0        | 1           | ----  | 35    | 8.0      | 8        | 0           | 4        | 1     | 0        | 4        | 1     | 0        | 11    | 11       | 5.63     | 1.50    |
| 2011      | MIN       | 10    | 0     | 0     | 0     | 0        | 0     | 0     | 0        | 0           | ----  | 56    | 13.1     | 13       | 0           | 7        | 1     | 0        | 9        | 0     | 0        | 6     | 6        | 4.05     | 1.50    |
| '11計     | MIN       | 19    | 0     | 0     | 0     | 0        | 0     | 0     | 0        | 1           | ----  | 91    | 21.1     | 21       | 0           | 11       | 2     | 0        | 13       | 1     | 0        | 11    | 11       | 4.64     | 1.50    |
| 2012      | MIN       | 1     | 0     | 0     | 0     | 0        | 0     | 0     | 0        | 0           | ----  | 7     | 1.2      | 1        | 0           | 1        | 0     | 0        | 1        | 0     | 0        | 1     | 1        | 5.40     | 1.20    |
| 2014      | MIN       | 7     | 0     | 0     | 0     | 0        | 0     | 1     | 0        | 0           | .000  | 27    | 6.1      | 6        | 2           | 3        | 0     | 0        | 5        | 2     | 0        | 5     | 5        | 7.11     | 1.42    |
| 通算：3年 | 通算：3年 | 27    | 0     | 0     | 0     | 0        | 0     | 1     | 0        | 1           | .000  | 125   | 29.1     | 28       | 2           | 15       | 2     | 0        | 19       | 3     | 0        | 17    | 17       | 5.22     | 1.46    |

### 背番号
- 44 (2011年 - 同年途中)
- 17 (2011年途中 - 2012年)
- 48 (2014年)